# Sakuta Takefushi
Sakuta Takefushi (竹節 作太), född 17 april 1906 i Iiyama, död 1988, var en japansk längdåkare. Han var med i de Olympiska vinterspelen 1928 i Sankt Moritz och kom på 31:a plats på 18 kilometer och på 26:e plats på 50 kilometer. Han deltog även i nordisk kombination, men bröt den tävlingen.